# Rakesh K. Jain
Rakesh Kumar Jain  (* 18. Dezember 1950 in Lalitpur)  ist ein indisch-US-amerikanischer Tumorbiologe und Chemiker.
Jain studierte am Indian Institute of Technology in Kanpur Chemieingenieurwesen mit dem Bachelor-Abschluss 1972 und an der University of Delaware in Newark mit dem Master-Abschluss 1974 und der Promotion bei James Wei 1975. Er war 1976 bis 1978 Assistant Professor für Biomedizin-Technik und Chemie an der Columbia University und ab 1978 an der Carnegie Mellon University, an der er 1979 Associate Professor wurde und 1983 eine volle Professor erhielt. Ab 1991 war er Direktor des Edwin L. Steele Laboratory for Tumor Biology des Massachusetts General Hospital sowie Professor am MIT und an der Harvard Medical School (A. Werk Cook Professor of Radiation Oncology (Tumor Biology)).
Er untersucht die Mikro-Umgebung von Tumoren, die Mikrozirkulation in deren Umgebung, Wärmehaushalt im Tumorgewebe und Transport von Molekülen im Tumor, Rheologie maligner und nicht-maligner Zellen (Metastasen-Ausbreitung) und Wechselwirkung mit Gefäßwänden (Tumor-Wirt-Wechselwirkung). Dabei entwickelte er auch Methoden Tumoren in vivo bildlich darzustellen (unter anderem mit speziellen gentechnisch veränderten Mausstämmen und chirurgisch implantierten transparenten Fenstern), Medikamente an die Tumoren heranzuführen und neue Therapieansätze aufgrund von Erkenntnissen über die Mikroumgebung von Tumoren wie eine Anti-Angiogenese Therapie, die darauf beruht die abnorme Tumor-Blutgefäßbildung zu normalisieren (vascular normalization) und so zum Beispiel eine bessere Chemotherapie zu ermöglichen. Weitere Ansatzpunkte sind die Manipulation der extrazellulären Matrix von Tumoren, die ebenfalls ein Hindernis für die Chemotherapie sein kann, indem sie die Blutzufuhr behindert. Er arbeitet interdisziplinär und mit unmittelbarer klinischer Anwendung (Bench to Bedside).
Jain ist Mitglied der National Academy of Sciences, der American Academy of Arts and Sciences, der National Academy of Engineering, der National Academy of Medicine und der  American Association for the Advancement of Science. Er ist Ehrendoktor der Duke University, der Katholischen Universität Löwen und des IIT in Kanpur. 1983/84 war er Guggenheim Fellow, 1990/91 erhielt er einen Humboldt-Forschungspreis, mit dem er an den Universitäten Mainz und München war.
2014 erhielt Jain die National Medal of Science, 2025 den AACR Award for Lifetime Achievement in Cancer Research.
Es gibt einen gleichnamigen aus Indien stammenden Chemiker (* 1956)  am Roswell Park Cancer Institute, der synthetische Antigene entwickelt.

## Schriften
- Barriers to drug delivery in solid tumors, Scientific American, Band 271, Juli 1994, S. 58–65
- Taming vessels to treat cancer, Scientific American, Band 298,  November 2008, S. 56–63, Online
- mit T. Stylianopoulos: Delivering nanomedicine to solid tumors, Nature Rev. Clin. Oncol., Band 7, 2010, Nr. 11, S. 653–664.
- An indirect way to tame cancer, Scientific American, Band 310, Februar 2014, S. 46–53
- mit P.F. Carmeliet: Vessels of death or life, Scientific American, Band 285, 2001, S. 38–45
- mit P. Carmeliet: Molecular mechanisms and clinical applications, Nature, Band 473, 2011, S. 298–307
- Normalizing tumor microenvironment to treat cancer: bench to bedside to biomarkers, J Clin Oncol, Band 31, 2013, S. 2205–2218
- Antiangiogenesis strategies revisited: from starving tumors to alleviating hypoxia. Cancer Cell, Band 26, 2014, S. 605–622
- Normalizing tumor vasculature with anti-angiogenic therapy: a new paradigm for combination therapy, Nature Medicine, Band 7, 2001, S. 987–989
- Normalization of tumor vasculature: an emerging concept in antiangiogenic therapy. Science, Band 307, 2005, S. 58–62